# فیتا لووین
فیتا لووین (انگلیسی: Fița Lovin؛ زادهٔ ۱۴ january ۱۹۵۱ (۷۴ سال)) ورزشکار دو و میدانی اهل رومانی است.
وی در مسابقات کشوری و بین‌المللی در مجموع برندهٔ ۱ مدال طلا، ۳ مدال نقره، ۲ مدال برنز شده‌است.